# 史蒂文斯山口滑雪场
史蒂文斯山口滑雪场（英語：Stevens Pass Ski Area）是一个位于美国西北部华盛顿州的滑雪场，坐落于喀斯喀特山脉的中段的史蒂文斯山口。雪场起点的海拔高度为1,238米，最高峰为1,782米。整个雪场占地4.55平方千米，共有37条主要雪道。